# Antixenofóbia
Az antixenofóbia egy világszerte megtalálható társadalmi mozgalom a xenofóbia, tehát idegengyűlölet ellen.

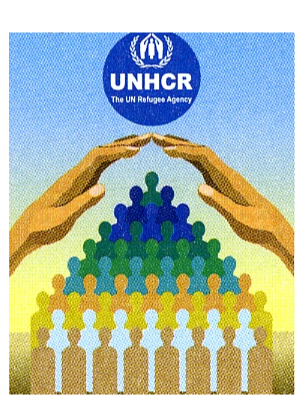
Az ENSZ Menekültügyi Főbiztossága logója a Moldovai Posta egy bélyegének részletén

## Idegen vagy embertárs
Az antixenofóbia a fajfenntartási ösztönnek megfelelően ellene van egy másik ember "idegen"-nek tekintésének. Az embertársat, mint az együttműködés pozitív lehetőségét nézi.
A mai országok, földrészek története többnyire a bevándorlás sikeres példáit mutatja. Jól ismert esetek közt van a sémita népeknek a mezopotámiai államokba való bevándorlása, melynek nagy szerepe volt nem csak a technológia, de például a filozófia fejlődésében is. A Fekete és Kaszpi tengerek közti vidékről indult az az indoeurópainak nevezett közösség mely Ausztráliától, Hongkongon át egy hosszú tölcsérben az amerikai kontinensekig a világ legnagyobb részét meghódította, ugyanígy Ázsia felől több uráli és más nép bevándorlása Európába is sikeres volt és produktív módon hozzájárult például a Nyugat-Római Birodalom kultúrájának fennmaradásához.

## Az antixenofóbia haszna a világon
Az antixenofóbia rámutat a befogadás hasznának igazságára. A xenofób országok általában kulturális, gazdasági és más téren is kevésbé sikeresek, mint az antixenofób országok, bár kulturális eredményeket is lehet sorolni, ha csak egy pár példát nézünk a gazdaságilag legsikeresebb országok közül, akkor, például a G8-ban is jó példát találhatunk. Antixenofóbia idején gazdaságilag felvirágzó országok például: USA, Kanada. Németország, Franciaország, Egyesült Királyság, Brazília, Dél-Korea, Hollandia, Svédország.
Válsághelyzetekben sok emberben felerősödnek az irracionális szorongások, igaz volt ez például a 2008-as globális gazdasági válság hatásaira is. Ennek eredményeképp számos országban felerősödtek az antixenofóbia törekvések is. Afrikában például a Kelet-Afrikai Közösség (angol rövidítés: EAC) elkezdte egy antixenofóbia egyezmény elfogadását, Németországban, muszlimok Drezdában való megfenyegetése után több 10.000 antixenofóbia aktivista vonult utcára koncertezni honfitársaik védelmében.

## Magyarországon
Magyarország komoly népesedéspolitikai válsága közepén, különösen a líbiai és a szíriai események után megnőtt a bevándorlók száma, a gazdasági elégedetlenségre a kormány részben egy rendkívül erőteljes menekült- és bevándorlóellenes kampánnyal válaszolt, melynek lángját a xenofób kormányfő párizsi kijelentései tették.
Ezek az események még magasabba emelték a témával foglalkozó magánszemélyek és szervezetek aktivitását. Így például, mivel a migránsok veszélyeztetettsége magasra nőtt, a MigSzol, a Migráns Szolidaritási csoport is antixenofóbia kampányt és menetet indított. illetve művészeti projekt is indult Magyarországról.